# خميس وجمعة (فلم)
خميس وجمعة، هو فيلم كويتي إماراتي، عرض في عام 2017.

## القصة
يروي الفيلم قصة رجل من وصديقه يهربان من إحدى دور المسنين في سبيل إنقاذ ابنته التي لم يراها منذ زمن طويل من الزواج من رجل لا تحبه.

## طاقم العمل
- طارق العلي
- عبد الله زيد
- عبد الرحمن العقل
- خالد المظفر
- ميس كمر
- هند البلوشي
- خالد العجيرب
- احمد السلمان
- محمد الصيرفي
- شيلاء سبت
- نواف النجم
- فرحان العلي